# Jonah Mathews
Jonah Mathews (ur. 10 lutego 1998 w San Francisco) – amerykański koszykarz, występujący na pozycji rzucającego obrońcy, obecnie zawodnik ASVEL-u.
Pochodzi z koszykarskiej rodziny. Jego starszy brat Jordan jest także zawodowy koszykarzem. Jego ojciec Phil grał w koszykówkę na Uniwersytecie Kalifornijskim w Irvine oraz Riverside City College, od 1972 jest trenerem koszykówki.
1 lipca 2022 dołączył do francuskiego ASVEL-u

## Osiągnięcia
Stan na 17 lutego 2023, na podstawie, o ile nie zaznaczono inaczej.
NCAA
- Uczestnik rozgrywek II rundy turnieju:
  - NCAA (2017)
  - National Invitation Tournament (NIT – 2018)
- Zaliczony do:
  - I składu:
    - defensywnego Pac-12 (2020)
    - turnieju Pac-12 (2018)

  - II składu Pac-12 (2020)

Drużynowe
- Brązowy medalista mistrzostw Polski (2022)[3]

Indywidualne
- MVP:
  - miesiąca Energa Basket Ligi (styczeń 2022)[4]
  - kolejki EBL (25 – 2021/2022)[5]
- Zaliczony do I składu:
  - sezonu EBL (2022)[6]
  - kolejki EBL (25 – 2021/2022)[7]
- Lider EBL w średniej punktów (2022 – 19)[8]